# Società Sportiva Lazio 1966-1967
Questa voce raccoglie le informazioni riguardanti la Società Sportiva Lazio nelle competizioni ufficiali della stagione 1966-1967.

## Stagione
Nella stagione 1966-1967, la Lazio disputa il campionato di Serie A; con 27 punti conquistati, si piazza in quindicesima posizione in classifica e retrocede in Serie B insieme a Foggia, Venezia e Lecco. Lo scudetto è vinto dalla Juventus, con 49 punti, all'ultima giornata, quando la squadra bianconera, battendo proprio la Lazio (2-1), supera l'Inter, che resta ferma a 48 punti perché sconfitta a Mantova.
Due allenatori succedutisi sulla panchina biancazzurra, prima Umberto Mannocci, poi Maino Neri, non bastano a salvare la squadra laziale dalla retrocessione. Il punto debole, con solo venti reti realizzate in trentaquattro partite di campionato, è rappresentato dall'attacco. In Coppa Italia, le Aquile entrano in scena al secondo turno, ma vengono subito estromesse dal Lecco, che si impone (0-2) all'Olimpico.

## Organigramma societario
Area direttiva
- Presidente: Umberto Lenzini

Area tecnica
- Allenatore: Umberto Mannocci, da novembre Maino Neri
- Allenatore in seconda: Roberto Lovati

## Rosa
| N. |                    | Ruolo | Calciatore         |
| -- | ------------------ | ----- | ------------------ |
|    | Italia (bandiera)  | P     | Idilio Cei         |
|    | Italia (bandiera)  | P     | Roberto Gori       |
|    | Italia (bandiera)  | D     | Pietro Adorni      |
|    | Italia (bandiera)  | D     | Sergio Castelletti |
|    | Italia (bandiera)  | D     | Piero Dotti        |
|    | Italia (bandiera)  | D     | Antonio Maggioni   |
|    | Italia (bandiera)  | D     | Giovanni Masiello  |
|    | Italia (bandiera)  | D     | Pierluigi Pagni    |
|    | Italia (bandiera)  | D     | Diego Zanetti      |
|    | Italia (bandiera)  | C     | Aldo Anzuini       |
|    | Turchia (bandiera) | C     | Can Bartu          |
|    | Italia (bandiera)  | C     | Enrico Burlando    |

| N. |                      | Ruolo | Calciatore          |
| -- | -------------------- | ----- | ------------------- |
|    | Italia (bandiera)    | C     | Paolo Carosi        |
|    | Italia (bandiera)    | C     | Arrigo Dolso        |
|    | Italia (bandiera)    | C     | Rino Marchesi       |
|    | Italia (bandiera)    | C     | Alberto Mari        |
|    | Italia (bandiera)    | C     | Giuseppe Massa      |
|    | Italia (bandiera)    | A     | Romano Bagatti      |
|    | Italia (bandiera)    | A     | Vito D'Amato        |
|    | Italia (bandiera)    | A     | Claudio Di Pucchio  |
|    | Italia (bandiera)    | A     | Mario Mereghetti    |
|    | Argentina (bandiera) | A     | Juan Carlos Morrone |
|    | Italia (bandiera)    | A     | Gianni Sassaroli    |

## Calciomercato

### Sessione estiva
| Acquisti | Acquisti            | Acquisti    | Acquisti      |
| R.       | Nome                | da          | Modalità      |
| -------- | ------------------- | ----------- | ------------- |
| D        | Sergio Castelletti  | Fiorentina  | definitivo    |
| C        | Enrico Burlando     | Massese     | definitivo    |
| C        | Arrigo Dolso        | Udinese     | definitivo    |
| C        | Rino Marchesi       | Fiorentina  | definitivo    |
| C        | Giuseppe Massa      | Internapoli | definitivo    |
| A        | Romano Bagatti      | Varese      | definitivo    |
| A        | Claudio Di Pucchio  | Chieti      | definitivo    |
| A        | Mario Mereghetti    | Atalanta    | definitivo    |
| A        | Juan Carlos Morrone | Fiorentina  | definitivo    |
| A        | Gianni Sassaroli    | Avellino    | fine prestito |

| Cessioni | Cessioni                    | Cessioni     | Cessioni      |
| R.       | Nome                        | a            | Modalità      |
| -------- | --------------------------- | ------------ | ------------- |
| D        | Vincenzo Gasperi            | Varese       | definitivo    |
| D        | Giampiero Vitali            | Fiorentina   | definitivo    |
| D        | Vittorio Pavone             | Frosinone    | definitivo    |
| C        | Nello Governato             | Inter        | prestito      |
| C        | Vincenzo Proietti Farinelli | Massese      | prestito      |
| C        | Giovanni Sacco              | Juventus     | fine prestito |
| A        | Giancarlo Bellisari         | Ternana      | prestito      |
| A        | Nicola Ciccolo              | L.R. Vicenza | definitivo    |
| A        | Antonio Renna               | Varese       | definitivo    |
| A        | Orlando Rozzoni             | SPAL         | definitivo    |

### Sessione autunnale
| Acquisti | Acquisti         | Acquisti | Acquisti      |
| R.       | Nome             | da       | Modalità      |
| -------- | ---------------- | -------- | ------------- |
| D        | Pietro Adorni    | Napoli   | definitivo    |
| D        | Antonio Maggioni | Juventus | prestito      |
| C        | Nello Governato  | Inter    | fine prestito |

| Cessioni | Cessioni         | Cessioni     | Cessioni   |
| R.       | Nome             | a            | Modalità   |
| -------- | ---------------- | ------------ | ---------- |
| C        | Nello Governato  | L.R. Vicenza | prestito   |
| A        | Mario Mereghetti | Varese       | definitivo |

## Risultati

### Serie A

#### Girone di andata
| Arbitro: | Gussoni (Tradate) |

|                                                |           |          |
| Hamrin 58’, 62’, 80’ Chiarugi 76’ Brugnera 88’ | Marcatori | 66’ Mari |

| Roma 25 settembre 1966 2ª giornata | Lazio                 | 0 – 0 referto | Torino | Stadio Olimpico\| Arbitro: \| De Marchi (Pordenone) \| |
| Arbitro:                           | De Marchi (Pordenone) |               |        |                                                        |

| Arbitro: | Francescon (Padova) |

|  |           |                     |
|  | Marcatori | 38’ (rig.) Marchesi |

| Arbitro: | Di Tonno (Lecce) |

|             |           |                                        |
| Morrone 13’ | Marcatori | 12’ Pelagalli 48’ Savoldi I 53’ Danova |

| Arbitro: | Angonese (Mestre) |

|                       |           |                  |
| Rosato 52’ Rivera 85’ | Marcatori | 27’, 88’ Bagatti |

| Arbitro: | Gonella (Torino) |

|  |           |          |
|  | Marcatori | 13’ Enzo |

| Arbitro: | Bernardis (Trieste) |

|              |           |  |
| Altafini 65’ | Marcatori |  |

| Arbitro: | Righi (Milano) |

|               |           |            |
| Sassaroli 52’ | Marcatori | 72’ Muzzio |

| Arbitro: | Gonella (Roma) |

|                |           |            |
| F. Mazzola 87’ | Marcatori | 6’ Bagatti |

| Arbitro: | Carminati (Milano) |

|          |           |  |
| Nené 40’ | Marcatori |  |

| Roma 11 dicembre 1966 11ª giornata | Lazio           | 0 – 0 referto | Lanerossi Vicenza | Stadio Olimpico\| Arbitro: \| Genel (Trieste) \| |
| Arbitro:                           | Genel (Trieste) |               |                   |                                                  |

| Arbitro: | Francescon (Padova) |

|             |           |  |
| D'Amato 80’ | Marcatori |  |

| Mantova 24 dicembre 1966 13ª giornata | Mantova          | 0 – 0 referto | Lazio | Stadio Danilo Martelli\| Arbitro: \| Di Tonno (Lecce) \| |
| Arbitro:                              | Di Tonno (Lecce) |               |       |                                                          |

| Arbitro: | Genel (Trieste) |

|                   |           |  |
| D'Alessi 25’, 33’ | Marcatori |  |

| Arbitro: | Angonese (Mestre) |

|                     |           |            |
| Dolso 2’ Morrone 6’ | Marcatori | 69’ Haller |

| Arbitro: | Varazzani (Parma) |

|                         |           |             |
| Micheli 48’ Gambino 64’ | Marcatori | 26’ D'Amato |

| Roma 22 gennaio 1967 17ª giornata | Lazio                 | 0 – 0 referto | Juventus | Stadio Olimpico\| Arbitro: \| De Marchi (Pordenone) \| |
| Arbitro:                          | De Marchi (Pordenone) |               |          |                                                        |

#### Girone di ritorno
| Roma 29 gennaio 1967 18ª giornata | Lazio             | 0 – 0 referto | Fiorentina | Stadio Olimpico\| Arbitro: \| Angonese (Mestre) \| |
| Arbitro:                          | Angonese (Mestre) |               |            |                                                    |

| Arbitro: | Carminati (Milano) |

|                   |           |             |
| Meroni 43’ (rig.) | Marcatori | 40’ D'Amato |

| Arbitro: | De Robbio (Torre Annunziata) |

|                          |           |  |
| Morrone 31’ Maggioni 55’ | Marcatori |  |

| Arbitro: | Bigi (Padova) |

|                           |           |  |
| Nova 5’, 24’ Hitchens 53’ | Marcatori |  |

| Roma 26 febbraio 1967 22ª giornata | Lazio               | 0 – 0 referto | Milan | Stadio Olimpico\| Arbitro: \| Francescon (Padova) \| |
| Arbitro:                           | Francescon (Padova) |               |       |                                                      |

| Roma 5 marzo 1967 23ª giornata | Roma                | 0 – 0 referto | Lazio | Stadio Olimpico\| Arbitro: \| Lo Bello (Siracusa) \| |
| Arbitro:                       | Lo Bello (Siracusa) |               |       |                                                      |

| Roma 12 marzo 1967 24ª giornata | Lazio            | 0 – 0 referto | Napoli | Stadio Olimpico\| Arbitro: \| Di Tonno (Lecce) \| |
| Arbitro:                        | Di Tonno (Lecce) |               |        |                                                   |

| Arbitro: | Monti (Ancona) |

|                                                 |           |             |
| Rozzoni 20’ Massei 31’ (rig.) Bosdaves 52’, 71’ | Marcatori | 16’ Bagatti |

| Arbitro: | Di Tonno (Lecce) |

|            |           |                    |
| Carosi 35’ | Marcatori | 66’ (rig.) Benitez |

| Arbitro: | Genel (Trieste) |

|  |           |          |
|  | Marcatori | 83’ Nené |

| Vicenza 16 aprile 1967 28ª giornata | Lanerossi Vicenza   | 0 – 0 referto | Lazio | Stadio Romeo Menti\| Arbitro: \| Lo Bello (Siracusa) \| |
| Arbitro:                            | Lo Bello (Siracusa) |               |       |                                                         |

| Milano 23 aprile 1967 29ª giornata | Inter                        | 0 – 0 referto | Lazio | Stadio San Siro\| Arbitro: \| De Robbio (Torre Annunziata) \| |
| Arbitro:                           | De Robbio (Torre Annunziata) |               |       |                                                               |

| Arbitro: | Monti (Ancona) |

|             |           |  |
| Morrone 58’ | Marcatori |  |

| Arbitro: | De Marchi (Pordenone) |

|  |           |                      |
|  | Marcatori | 15’ Troja 80’ Mazzia |

| Arbitro: | Gonella (Torino) |

|             |           |  |
| Vastola 46’ | Marcatori |  |

| Arbitro: | Carminati (Milano) |

|                                  |           |                       |
| Sassaroli 6’ Marchesi 40’ (rig.) | Marcatori | 59’ (rig.) Traspedini |

| Arbitro: | Monti (Ancona) |

|                              |           |                       |
| G. Bercellino 47’ Zigoni 62’ | Marcatori | 87’ (rig.) Di Pucchio |

### Coppa Italia
| Arbitro: | Di Tonno (Lecce) |

|  |           |             |
|  | Marcatori | 29’ D'Amato |

| Arbitro: | Palazzo (Palermo) |

|  |           |                         |
|  | Marcatori | 35’ Incerti 40’ Clerici |

## Statistiche

### Statistiche di squadra
| Competizione  | Punti | In casa | In casa | In casa | In casa | In casa | In casa | In trasferta | In trasferta | In trasferta | In trasferta | In trasferta | In trasferta | Totale | Totale | Totale | Totale | Totale | Totale | DR  |
| Competizione  | Punti | G       | V       | N       | P       | Gf      | Gs      | G            | V            | N            | P            | Gf           | Gs           | G      | V      | N      | P      | Gf     | Gs     | DR  |
| ------------- | ----- | ------- | ------- | ------- | ------- | ------- | ------- | ------------ | ------------ | ------------ | ------------ | ------------ | ------------ | ------ | ------ | ------ | ------ | ------ | ------ | --- |
| Serie A       | 27    | 17      | 5       | 8       | 4       | 11      | 11      | 17           | 1            | 7            | 9            | 9            | 24           | 34     | 6      | 15     | 13     | 20     | 35     | -15 |
| Coppa Italia  |       | 1       | 0       | 0       | 1       | 0       | 2       | 1            | 1            | 0            | 0            | 1            | 0            | 2      | 1      | 0      | 1      | 1      | 2      | -1  |
| Coppa Mitropa |       | 2       | 1       | 1       | 0       | 4       | 1       | 2            | 0            | 0            | 2            | 1            | 3            | 4      | 1      | 1      | 2      | 5      | 4      | +1  |
| Totale        |       | 20      | 6       | 9       | 5       | 15      | 14      | 20           | 2            | 7            | 11           | 11           | 27           | 40     | 8      | 16     | 16     | 26     | 41     | -15 |

### Statistiche dei giocatori
| Giocatore      | Serie A  | Serie A | Coppa Italia | Coppa Italia | Coppa Mitropa | Coppa Mitropa | Totale   | Totale |
| Giocatore      | Presenze | Reti    | Presenze     | Reti         | Presenze      | Reti          | Presenze | Reti   |
| -------------- | -------- | ------- | ------------ | ------------ | ------------- | ------------- | -------- | ------ |
| P. Adorni      | 21       | 0       | -            | -            | 2             | 0             | 23       | 0      |
| A. Anzuini     | 11       | 0       | -            | -            | 1             | 0             | 12       | 0      |
| R. Bagatti     | 29       | 4       | 2            | 0            | 3             | 3             | 34       | 7      |
| E. Burlando    | 19       | 0       | 1            | 0            | 4             | 0             | 24       | 0      |
| Can Bartu      | 8        | 0       | -            | -            | 1             | 0             | 9        | 0      |
| P. Carosi      | 33       | 1       | 2            | 0            | 3             | 0             | 38       | 1      |
| S. Castelletti | 22       | 0       | 2            | 0            | 4             | 0             | 28       | 0      |
| I. Cei         | 31       | -31     | 2            | -2           | 4             | -4            | 37       | -37    |
| V. D'Amato     | 32       | 3       | 2            | 1            | 3             | 1             | 37       | 5      |
| C. Di Pucchio  | 1        | 1       | -            | -            | -             | -             | 1        | 1      |
| A. Dolso       | 10       | 1       | 1            | 0            | 2             | 0             | 13       | 1      |
| P. Dotti       | 26       | 0       | 2            | 0            | 2             | 0             | 30       | 0      |
| R. Gori        | 3        | -4      | -            | -            | -             | -             | 3        | -4     |
| A. Maggioni    | 8        | 1       | -            | -            | -             | -             | 8        | 1      |
| R. Marchesi    | 19       | 2       | 2            | 0            | 1             | 0             | 22       | 2      |
| A. Mari        | 11       | 1       | -            | -            | 2             | 0             | 13       | 1      |
| G. Masiello    | 6        | 0       | -            | -            | 2             | 0             | 8        | 0      |
| G. Massa       | -        | -       | -            | -            | -             | -             | -        | -      |
| M. Mereghetti  | -        | -       | 1            | 0            | -             | -             | 1        | 0      |
| J.C. Morrone   | 33       | 4       | 2            | 0            | 3             | 0             | 38       | 4      |
| P. Pagni       | 30       | 0       | 2            | 0            | 4             | 0             | 36       | 0      |
| G. Sassaroli   | 4        | 2       | 1            | 0            | 1             | 0             | 6        | 2      |
| D. Zanetti     | 17       | 0       | 2            | 0            | 2             | 0             | 21       | 0      |

## Riserve
La squadra riserve della Lazio ha disputato nella stagione 1965-1966 il Campionato De Martino.

## Rosa
| N. |                   | Ruolo | Calciatore         |
| -- | ----------------- | ----- | ------------------ |
|    | Italia (bandiera) | P     | Mario Amata        |
|    | Italia (bandiera) | P     | Maurizio Girardi   |
|    | Italia (bandiera) | P     | Roberto Gori       |
|    | Italia (bandiera) | P     | Stanislao Soro     |
|    | Italia (bandiera) | D     | Pietro Adorni      |
|    | Italia (bandiera) | D     | Aldo Anzuini       |
|    | Italia (bandiera) | D     | Paolo Bartolini    |
|    | Italia (bandiera) | D     | Sergio Castelletti |
|    | Italia (bandiera) | D     | Piero Dotti        |
|    | Italia (bandiera) | D     | Antonio Maggioni   |
|    | Italia (bandiera) | D     | Giovanni Masiello  |
|    | Italia (bandiera) | D     | Pierluigi Pagni    |
|    | Italia (bandiera) | D     | Ezio Paparelli     |
|    | Italia (bandiera) | D     | Luciano Volpi      |
|    | Italia (bandiera) | D     | Diego Zanetti      |

| N. |                      | Ruolo | Calciatore          |
| -- | -------------------- | ----- | ------------------- |
|    | Turchia (bandiera)   | C     | Can Bartu           |
|    | Italia (bandiera)    | C     | Enrico Burlando     |
|    | Italia (bandiera)    | C     | Claudio Di Pucchio  |
|    | Italia (bandiera)    | C     | Arrigo Dolso        |
|    | Italia (bandiera)    | C     | Roberto Gagliardi   |
|    | Italia (bandiera)    | C     | Antonio Giammei     |
|    | Italia (bandiera)    | C     | Rino Marchesi       |
|    | Italia (bandiera)    | C     | Mario Marchetti     |
|    | Italia (bandiera)    | C     | Mario Mereghetti    |
|    | Italia (bandiera)    | A     | Claudio Brai        |
|    | Italia (bandiera)    | A     | Agostino Lignini    |
|    | Italia (bandiera)    | A     | Alberto Mari        |
|    | Argentina (bandiera) | A     | Juan Carlos Morrone |
|    | Italia (bandiera)    | A     | Luigi Pazzelli      |
|    | Italia (bandiera)    | A     | Gianni Sassaroli    |